# Тайные самогонщики
«Тайные самогонщики», или «Самогонщики» (фин. Salaviinanpolttajat) — фильм финского производства, снятый в 1907 году. Первый игровой фильм, снятый в Финляндии.
Как сам фильм, так и его сценарий считаются утраченными.

## Работа над фильмом
Фильм снят по сценарию, выбранному на конкурсе, который проводился студией «Ателье Аполлон». Студия принадлежала Карлу Эмилю Стольбергу. Он считается отцом финского кино. Конкурс выиграл некто «J. V-s». Существуют предположения, что под этим псевдонимом скрывается сам Стольберг, либо это — какой-нибудь местный «шериф». Режиссёром фильма стал друг Стольберга, Луи Спаррэ.

## Сюжет
Два местных мужика делают самогон, напиваются, играют в карты и дерутся. В конечном итоге их забирает полиция.